# Norma Johnston
Betty Norma Johnston (* 28. Dezember 1927 in Bathurst, Australien als Norma Whiteman; † 9. Januar 2023 in Sydney) war eine australische Cricketspielerin, die zwischen 1948 und 1951 für die australische Nationalmannschaft spielte.

## Aktive Karriere
Entdeckt wurde sie beim NSW Country Week tournament und daraufhin von New South Wales ausgewählt. Ihr Debüt in der Nationalmannschaft gab sie im März 1948 bei der ersten Begegnung Australiens mit Neuseeland in Wellington. Ein Jahr später kam England nach Australien und Whiteman bestritt alle drei WTests. Im zweiten Spiel der Serie gelangen ihr 4 Wickets für 33 Runs, womit sie einen wichtigen Anteil am Spielgewinn, der Australien den Toursieg sicherte, hatte. Für ihre letzte Tour für Australien begab sie sich in der Saison 1951 auf die mehrere Wochen dauernde Schiffsreise nach England. Hier gelangen ihr 3 Wickets für 24 Runs im zweiten und 4 Wickets für 56 Runs im dritten WTest der Serie.

## Nach der aktiven Karriere
Nach der Tour in England zog sie sich aus der Nationalmannschaft zurück. Sie blieb dem Cricket vor allem in ihrer Heimatstadt verbunden. 2022 wurde ein Sichtschutz im örtlichen Sportpark nach ihr benannt.